# Coupe européenne féminine de handball 2020-2021
Navigation
Coupe Challenge 2019-2020 Coupe européenne 2021-2022
La saison 2020-2021 de la Coupe européenne féminine de handball est la 1re édition de la compétition sous ce nom et ce format. Elle fait suite à la Coupe Challenge et constitue en ce sens la 28e édition de la compétition organisée par l'EHF.

## Présentation

### Formule
La compétition conserve le même format que précédemment mais la liste d'accès est modifiée : les associations classées 8e et 9e au Coefficient EHF (la Macédoine du Nord et le Monténégro pour cette édition) ne peuvent normalement plus envoyer d'équipe dans cette compétition, ce qui sera pourtant le cas pour cette édition. Du premier tour à la finale, elle se déroule en matchs aller-retour à élimination directe. Jusqu'aux quarts de finale inclus, les adversaires peuvent convenir de disputer les deux matchs au même endroit lors du même week-end.
Pour chaque double confrontation, l'équipe qui a marqué le plus de buts sur la somme des deux matchs est qualifiée pour le tour suivant. En cas d'égalité, c'est l'équipe qui a marqué le plus de buts lors du match à l'extérieur. Si les équipes sont encore à égalité, elles disputent une séance de tirs au but.
Pour chaque tour, des qualifications jusqu'au huitièmes de finale, l'EHF fixe des têtes de série avant le tirage au sort. En revanche, à chaque tour, deux clubs d'un même pays peuvent se rencontrer.

### Calendrier
| Tour                | Tirage             | Aller                  | Retour                 | Nombre de participants |
| ------------------- | ------------------ | ---------------------- | ---------------------- | ---------------------- |
| Tour préliminaire   | 1er septembre 2020 | 10 et 11 octobre 2020  | 17 et 18 octobre 2020  | 18                     |
| Seizièmes de finale | 20 octobre 2020    | 14 et 15 novembre 2020 | 21 et 22 novembre 2020 | 32                     |
| Huitièmes de finale | 24 novembre 2020   | 9 et 10 janvier 2021   | 16 et 17 janvier 2021  | 16                     |
| Quarts de finale    | 19 janvier 2021    | 13 et 14 février 2021  | 20 et 21 février 2021  | 8                      |
| Demi-finales        | 19 janvier 2021    | 27 et 28 mars 2021     | 3 et 4 avril 2021      | 4                      |
| Finale              | 6 avril 2021       | 1er ou 2 mai 2021      | 8 ou 8 mai 2021        | 2                      |

### Participants
Les fédérations classées de la 10e à la 18e place au coefficient EHF peuvent inscrire deux équipes. À partir de la 19e place, elles ont droit à trois équipes. De plus, les fédérations classées de la 19e à la 30e place peuvent demander que leur champion dispute la Coupe européenne plutôt que la Ligue européenne à laquelle il est pourtant éligible. Enfin, le tenant du titre reçoit une place qui revient à sa fédération s'il ne s'en sert pas. Comme l'édition 2019-2020 n'a pas désigné de vainqueur, cette place revient à la Roumanie, meilleure nation sur les dernières éditions. Hormis éventuellement grâce à la place du tenant du titre, aucune équipe des neuf meilleurs championnats ne peut en théorie participer à cette compétition. L'EHF a pourtant accepté deux clubs macédoniens (8e au classement et qui n'inscrit aucune équipe féminine dans les deux compétitions supérieures) et un club monténégrin (9e, la seule autre équipe jouant la Ligue des champions).
La liste des participants a été officialisée par l'EHF le 20 juillet 2020 :
23 équipes directement qualifiées pour les seizièmes de finale
- ŽRK Kumanovo (en)
- ORK Rudar
- ŽRK Lokomotiva Zagreb
- ŽRK Bjelovar (hr)
- Yalıkavak Bld. SK
- CB Atlético Guardés
- CB Elche
- ZV Wiener Neustadt
- DHC Slavia Prague
- COR Victoria-Berestie (en)
- PDO Handball Team Salerno
- ŽORK Jagodina
- HV VZV (nl)
- LK Zug Handball
- Azeryol HC
- SC Galytchanka Lviv
- HŽRK Grude
- KHF Ferizaj
- PAOK Salonique
- Handball Käerjeng
- Colégio de Gaia
- KA/Þór (en)
- Kavallieri RS2

18 équipes qualifiées pour le tour préliminaire
- ŽRK Čair Skopje
- İzmir Büyükşehir Bld. GSK (en)
- Muratpaşa BSK
- BM Granollers
- CBF Málaga Costa del Sol
- BM Gran Canaria
- Pallamano Mestrino (it)
- PF Cassano Magnago
- SSV Brixen Südtirol
- ŽRK Naisa Niš
- Westfriesland SEW
- DHB Rotweiss Thun (en)
- Spono Eagles
- Real Mykolaïv (uk)
- KHF Istogu
- KHF Vushtrria
- AC Alavarium
- Valur Reykjavík

Contrairement à la saison précédente, aucun club chypriote, israélien, lituanien ni finlandais ne participe aux coupes d'Europe féminines 2020-2021. Il n'y a pas non plus de participant belge, britannique, bulgare, géorgien moldave, albanais, andorran, arménien, estonien, féroïen, irlandais, letton, liechtensteinois ou monégasque. En revanche, Malte inscrit un club contrairement à l'édition précédente.

## Résultats

### Tour préliminaire
Avant le tirage au sort, l'EHF répartit les clubs en deux zones. Cette mesure exceptionnelle vise à limiter les déplacements alors que la pandémie de Covid-19 est toujours en cours. La protection nationale ne s'applique pas à ce tirage au sort : deux équipes d'un même pays peuvent s'affronter.
Zone 1
Têtes de série
- Westfriesland SEW
- AC Alavarium
- Spono Eagles
- Valur Reykjavík

Non têtes de série
- BM Gran Canaria
- DHB Rotweiss Thun (en)
- CBF Málaga Costa del Sol
- BM Granollers

Zone 2
Têtes de série
- ŽRK Naisa Niš
- Muratpaşa BSK
- KHF Vushtrria
- SSV Brixen Südtirol
- Real Mykolaïv (uk)

Non têtes de série
- KHF Istogu
- Pallamano Mestrino (it)
- İzmir Büyükşehir Bld. GSK (en)
- PF Cassano Magnago
- ŽRK Čair Skopje

Les matchs aller se déroulent le 10 octobre 2020 et les matchs retour une semaine plus tard, les 17 et 18 octobre 2020 :
| Équipe 1                       | Score   | Équipe 2                | Aller   | Retour    |
| ------------------------------ | ------- | ----------------------- | ------- | --------- |
| BM Gran Canaria                | forfait | Westfriesland SEW       | /       | /         |
| CBF Málaga Costa del Sol       | forfait | Valur Reykjavík         | /       | /         |
| Spono Eagles                   | 30 – 17 | DHB Rotweiss Thun (en)  | /       | 30 – 17   |
| AC Alavarium                   | 31 – 68 | BM Granollers           | 19 – 38 | 12 – 30   |
| ŽRK Čair Skopje                | 49 – 78 | ŽRK Naisa Niš           | 26 – 41 | 23 – 37   |
| KHF Vushtrria                  | 45 – 57 | KHF Istogu              | 21 – 26 | 24 – 31   |
| İzmir Büyükşehir Bld. GSK (en) | forfait | SSV Brixen Südtirol     | /       | /         |
| PF Cassano Magnago             | forfait | Muratpaşa BSK           | /       | /         |
| Real Mykolaïv (uk)             | 27 – 29 | Pallamano Mestrino (it) | /       | 27 – 29ap |

### Seizièmes de finale
Vingt-trois équipes entrent à ce tour dont seize sont désignées tête de série. Les équipes qualifiées du tour précédent sont indiquées par un astérisque.
Comme au tour précédent, l'EHF répartit les clubs en deux zones et deux équipes d'un même pays peuvent s'affronter.
Zone 1
Têtes de série
- CB Elche
- ŽRK Lokomotiva Zagreb
- HV VZV (nl)
- Colégio de Gaia
- ZV Wiener Neustadt
- LK Zug Handball
- PDO Handball Team Salerno
- DHC Slavia Prague

Non têtes de série
- Handball Käerjeng
- KA/Þór (en)
- CB Atlético Guardés
- Spono Eagles*
- BM Gran Canaria*
- CBF Málaga Costa del Sol*
- BM Granollers*
- Pallamano Mestrino (it)*

Zone 2
Têtes de série
- ŽORK Jagodina
- Yalıkavak Bld. SK
- COR Victoria-Berestie (en)
- Azeryol HC
- ŽRK Kumanovo (en)
- PAOK Salonique
- KHF Ferizaj
- HŽRK Grude

Non têtes de série
- ORK Rudar
- Kavallieri RS2
- SC Galytchanka Lviv
- ŽRK Bjelovar (hr)
- ŽRK Naisa Niš*
- Muratpaşa BSK*
- KHF Istogu*
- İzmir Büyükşehir Bld. GSK (en)*

Les matchs aller se déroulent les 13, 14 et 15 novembre 2020 et les matchs retour une semaine plus tard, les 22, 21 et 22 novembre 2020 :
| Équipe 1                   | Score   | Équipe 2                       | Aller   | Retour  |
| -------------------------- | ------- | ------------------------------ | ------- | ------- |
| Pallamano Mestrino (it)    | 32 – 65 | ŽRK Lokomotiva Zagreb          | 14 – 30 | 18 – 35 |
| CBF Málaga Costa del Sol   | 64 – 32 | ZV Wiener Neustadt             | 31 – 15 | 33 – 17 |
| CB Atlético Guardés        | forfait | LK Zug Handball                | /       | /       |
| CB Elche                   | 60 – 42 | BM Granollers                  | 26 – 22 | 34 – 20 |
| HV VZV (nl)                | forfait | Spono Eagles                   | /       | /       |
| PDO Handball Team Salerno  | forfait | KA/Þór (en)                    | /       | /       |
| BM Gran Canaria            | 61 – 29 | Colégio de Gaia                | 31 – 16 | 30 – 13 |
| DHC Slavia Prague          | 62 – 40 | Handball Käerjeng              | 37 – 21 | 25 – 19 |
| ŽORK Jagodina              | forfait | ŽRK Bjelovar (hr)              | /       | /       |
| Muratpaşa BSK              | 72 – 31 | KHF Ferizaj                    | 40 – 15 | 32 – 16 |
| SC Galytchanka Lviv        | 64 – 43 | ŽRK Kumanovo (en)              | 33 – 17 | 31 – 26 |
| HŽRK Grude                 | 59 – 51 | ORK Rudar                      | 29 – 29 | 30 – 22 |
| COR Victoria-Berestie (en) | 62 – 61 | KHF Istogu                     | 30 – 33 | 32 – 28 |
| ŽRK Naisa Niš              | forfait | Azeryol HC                     | /       | /       |
| Yalıkavak Bld. SK          | 61 – 48 | İzmir Büyükşehir Bld. GSK (en) | 30 – 26 | 31 – 22 |
| Kavallieri RS2             | 24 – 82 | PAOK Salonique                 | 16 – 46 | 8 – 36  |

Seuls les matchs opposant deux équipes d'un même pays se sont effectivement déroulés en aller-retour. Pour tous les autres, lorsqu'ils ont eu lieu, une équipe a accueilli les deux manches.

### Huitièmes de finale
L'EHF répartit les clubs en deux pots, têtes de série et non têtes de série. La protection nationale ne s'applique pas à ce tirage au sort : deux équipes d'un même pays peuvent s'affronter.
Têtes de série
- CB Elche
- ŽRK Lokomotiva Zagreb
- Yalıkavak Bld. SK
- COR Victoria-Berestie (en)
- ŽRK Bjelovar (hr)
- ŽRK Naisa Niš
- Spono Eagles
- BM Gran Canaria

Non têtes de série
- PAOK Salonique
- HŽRK Grude
- PDO Handball Team Salerno
- DHC Slavia Prague
- SC Galytchanka Lviv
- CB Atlético Guardés
- Muratpaşa BSK
- CBF Málaga Costa del Sol

Les matchs aller se déroulent les 9 et 10 janvier 2021 et les matchs retour une semaine plus tard, les 16 et 17 janvier 2021 :
| Équipe 1                   | Score   | Équipe 2              | Aller   | Retour  |
| -------------------------- | ------- | --------------------- | ------- | ------- |
| Spono Eagles               | forfait | DHC Slavia Prague     | /       | /       |
| HŽRK Grude                 | 40 – 72 | BM Gran Canaria       | 22 – 29 | 18 – 43 |
| CBF Málaga Costa del Sol   | 60 – 46 | ŽRK Naisa Niš         | 37 – 24 | 23 – 22 |
| PDO Handball Team Salerno  | 40 – 67 | ŽRK Lokomotiva Zagreb | 22 – 33 | 18 – 34 |
| CB Elche                   | forfait | CB Atlético Guardés   | /       | /       |
| COR Victoria-Berestie (en) | 42 – 61 | SC Galytchanka Lviv   | 26 – 32 | 16 – 29 |
| Yalıkavak Bld. SK          | 67 – 46 | Muratpaşa BSK         | 39 – 20 | 28 – 26 |
| PAOK Salonique             | 58 – 45 | ŽRK Bjelovar (hr)     | 28 – 21 | 30 – 24 |

Seul le match entre les équipes turques de Yalıkavak et Muratpaşa se joue effectivement en aller-retour. Le duel espagnol entre Elche et A Guarda devait également se jouer ainsi avant que le club de la province d'Alicante ne soit touché par plusieurs cas de Covid-19.

### Quarts de finale
Le tirage au sort des quarts de finale est intégral : les huit équipes qualifiées sont placées dans un même pot et aucune restriction ne s'applique. Les demi-finales sont tirées au sort lors du même événement.
Les matchs aller se déroulent les 13 et 14 février 2021 et les matchs retour une semaine plus tard, les 20 et 21 février 2021 :
| Équipe 1                 | Score   | Équipe 2            | Aller   | Retour  |
| ------------------------ | ------- | ------------------- | ------- | ------- |
| CBF Málaga Costa del Sol | 54 – 44 | PAOK Salonique      | 30 – 21 | 22 – 23 |
| SC Galytchanka Lviv      | 40 – 48 | CB Atlético Guardés | 16 – 24 | 24 – 24 |
| ŽRK Lokomotiva Zagreb    | 61 - 52 | DHC Slavia Prague   | 30 – 25 | 31 – 27 |
| BM Gran Canaria          | 25 – 28 | Yalıkavak Bld. SK   | /       | 25 – 28 |

### Demi-finales
Les matchs aller se déroulent le 28 mars et les matchs retour une semaine plus tard, le 3 avril 2021 :
| Équipe 1            | Score   | Équipe 2                 | Aller   | Retour  |
| ------------------- | ------- | ------------------------ | ------- | ------- |
| CB Atlético Guardés | 37 – 44 | CBF Málaga Costa del Sol | 18 – 23 | 19 – 21 |
| Yalıkavak Bld. SK   | forfait | ŽRK Lokomotiva Zagreb    | /       | /       |

### Finale
Le match aller se déroule le 1er mai à Malaga et le match retour une semaine plus tard, le 8 mai, à Zagreb.
| Équipe 1                 | Score   | Équipe 2              | Aller   | Retour  |
| ------------------------ | ------- | --------------------- | ------- | ------- |
| CBF Málaga Costa del Sol | 60 – 59 | ŽRK Lokomotiva Zagreb | 32 – 28 | 28 – 31 |